# 格蘭奈特維爾 (加利福尼亞州)
格蘭奈特維爾（英語：Graniteville）是位於美國加利福尼亞州內華達縣的一個人口普查指定地區。

## 地理
格蘭奈特維爾的座標為39°26′27″N 121°44′23″W / 39.44083°N 121.73972°W，而該地最高點為海拔高度1517米（即4977英尺）。

## 人口
根據2010年美國人口普查的數據，格蘭奈特維爾的面積為3.853平方千米，當中陸地面積為3.853平方千米，而水域面積為0.000平方千米。當地共有人口11人，而人口密度為每平方千米2人。